# Théorie d'Auslander-Reiten
En algèbre, la théorie d'Auslander-Reiten étudie la théorie des représentations des anneaux artiniens à l'aide de techniques telles que les suites d'Auslander-Reiten (également appelées suites presque scindées) et les carquois d'Auslander-Reiten. La théorie d'Auslander-Reiten a été introduite par Maurice Auslander et Iduun Reiten et développée par eux dans plusieurs articles ultérieurs.

## Suite presque scindée

### Définition
Soit {\displaystyle R} une algèbre d'Artin. Une suite
{\displaystyle 0\to A\to B\to C\to 0}
de modules gauches de type fini sur {\displaystyle R} est appelée une suite presque scindée (ou suite d'Auslander–Reiten) si elle a les propriétés suivantes :
- La suite n'est pas scindée ;
- {\displaystyle C} est indécomposable et tout homomorphisme d'un module indécomposable dans {\displaystyle C} qui n'est pas un isomorphisme se factorise par {\displaystyle B} ;
- {\displaystyle A} est indécomposable et tout homomorphisme de {\displaystyle A} vers un module indécomposable qui n'est pas un isomorphisme se factorise par {\displaystyle B}.

Pour tout module gauche de type fini {\displaystyle C} qui est indécomposable mais non projectif, il existe une suite presque scindée comme ci-dessus, qui est unique à isomorphisme près. De même, pour tout module gauche de type fini {\displaystyle A} qui est indécomposable mais non injectif, il existe une suite presque scindée comme ci-dessus, qui est unique à isomorphisme près.
Le module {\displaystyle A} dans la suite presque scindée est isomorphe à {\displaystyle D(Tr(C))}, le dual de la transposée de {\displaystyle C}.

### Exemple
On prend pour {\displaystyle R} est l'anneau {\displaystyle k[x]/(x^{n})} pour un corps {\displaystyle k} et un entier {\displaystyle n\geq 1}. Les modules indécomposables sont isomorphes à l'un des {\displaystyle k[x]/(x^{m})} pour {\displaystyle 1\leq m\leq n} et le seul qui est projectif est celui pour {\displaystyle m=n}. Les suites presque scindées sont isomorphes à
{\displaystyle 0\rightarrow k[x]/(x^{m})\rightarrow k[x]/(x^{m+1})\oplus k[x]/(x^{m-1})\rightarrow k[x]/(x^{m})\rightarrow 0}
pour {\displaystyle 1\leq m<n}. Le premier morphisme envoie {\displaystyle a} sur {\displaystyle (xa,a)}, et le second envoie  {\displaystyle (b,c)} sur {\displaystyle b-xc}.

## Carquois d'Auslander-Reiten
Le carquois d'Auslander-Reiten d'une algèbre d'Artin possède un sommet pour chaque module indécomposable et une flèche entre les sommets s'il existe un morphisme irréductible entre les modules correspondants. Il possède une application {\displaystyle \tau =D\ Tr} appelée translation des sommets non projectifs vers les sommets non injectifs, où {\displaystyle D} est le dual et {\displaystyle Tr} la transposée.